# Jon Fox
Jon D. Fox (Abington, 22 aprile 1947 – Abington, 11 febbraio 2018) è stato un politico statunitense, membro della Camera dei Rappresentanti per lo stato della Pennsylvania dal 1995 al 2009.

## Biografia
Nato ad Abington, Fox studiò alla Pennsylvania State University e dopo la laurea in giurisprudenza lavorò come avvocato e assistente del district attorney.
Entrato in politica con il Partito Repubblicano, nel 1984 fu eletto all'interno della Camera dei rappresentanti della Pennsylvania, la camera bassa della legislatura statale. Nel 1991 ottenne un seggio all'interno del Board of Commissioners della contea di Montgomery.
Nel 1992 si candidò alla Camera dei Rappresentanti ma venne sconfitto dalla democratica Marjorie Margolies-Mezvinsky. Due anni dopo Fox sfidò nuovamente la Margolies e riuscì a sconfiggerla, divenendo deputato. Nel 1996 ottenne un secondo mandato, sconfiggendo il democratico Joe Hoeffel. Nel 1998, tuttavia, Hoeffel si ricandidò contro Fox e lo sconfisse.
Nel 2004 Fox si candidò nuovamente per il seggio che aveva rappresentato all'interno della legislatura statale anni prima, ma fu sconfitto dall'avversario democratico Josh Shapiro.
Morì nel 2018 all'età di settant'anni a causa di un tumore.